# Anton Calenic
Anton Calenic (* 1. Februar 1943 in Chilia Veche, Kreis Tulcea) ist ein ehemaliger rumänischer Kanute.

## Erfolge
Anton Calenic, der für Dinamo Bukarest aktiv war, nahm im Vierer-Kajak an den Olympischen Spielen 1968 in Mexiko-Stadt teil. Er ging dabei mit Haralambie Ivanov, Dimitrie Ivanov und Mihai Țurcaș auf der 1000-Meter-Strecke an den Start und schaffte mit ihnen dank zweier Siege im Vor- und im Halbfinallauf den Einzug ins Finale. In diesem überquerten sie nach 3:14,81 Minuten hinter den siegreichen Norwegern und vor der ungarischen Mannschaft als Zweite die Ziellinie und erhielten somit die Silbermedaille.
Bereits 1966 wurde Calenic in Berlin mit dem rumänischen Vierer-Kajak auf der 1000-Meter-Distanz Weltmeister sowie ein Jahr darauf in Duisburg auch Europameister. Über 10.000 Meter belegte er mit dem Vierer außerdem bei den Europameisterschaften den zweiten Platz.